# Freiheitliche Volkspartei
Freiheitliche Volkspartei (FVP, svenska: Frihetliga Folkpartiet) var ett högerkonservativt politiskt parti i Tyskland.
Partiet startades den 4 maj 1985 med Franz Handlos som grundare. Handlos hade tidigare varit medlem i de tyska republikanerna. Efter att ha blivit osams med partiledaren Franz Schönhuber lämnade Handlos Die republikaner och bildade FVP som ett alternativ för konservativa och högerradikala väljare. I ett lokalval i Bayern år 1986 fick Freiheitliche Volkspartei 0,4 % av rösterna.
År 1987 hade partiet cirka 500 medlemmar. Sista valet som partiet ställde upp i var 1992, då Helmut Koelbel och två andra kandidater ställde upp i valkretsen Berlin Köpenicks lokalval.